# Condado de Logan (Dakota del Norte)
El condado de Logan (en inglés: Logan County, North Dakota), fundado en 1873, es uno de los 53 condados del estado estadounidense de Dakota del Norte. En el año 2000 tenía una población de 2308 habitantes y una densidad poblacional de 1 personas por km². La sede del condado es Napoleon.

## Geografía
Según la Oficina del Censo, el condado tiene un área total de 2618 km² (1010,8 mi²), de la cual 2572 km² (993,1 mi²) es tierra y 47 km² (18,1 mi²) es agua.

### Condados adyacentes
- Condado de Stutsman (noreste)
- Condado de LaMoure (este)
- Condado de McIntosh (sur)
- Condado de Emmons (oeste)
- Condado de Kidder (noroeste)

## Demografía
En 2000 la renta per cápita promedia del condado era de $27 986, y el ingreso promedio para una familia era de $33 125. El ingreso per cápita para el condado era de $16 947. En 2000 los hombres tenían un ingreso per cápita de $23 750 versus $18 269 para las mujeres. Alrededor del 15.10% de la población estaba bajo el umbral de pobreza nacional.
| 1890 | 1900 | 1910 | 1920 | 1930 | 1940 | 1950 | 1960 | 1970 | 1980 | 1990 | 2000 | Est. 2009 |
| ---- | ---- | ---- | ---- | ---- | ---- | ---- | ---- | ---- | ---- | ---- | ---- | --------- |
| 597  | 1625 | 6168 | 7723 | 8089 | 7561 | 6357 | 5369 | 4245 | 3493 | 2847 | 2308 | 1886      |

## Mayores autopistas
- Carretera de Dakota del Norte 3
- Carretera de Dakota del Norte 13
- Carretera de Dakota del Norte 30
- Carretera de Dakota del Norte 34
- Carretera de Dakota del Norte 56

## Lugares

### Ciudades
- Fredonia
- Gackle
- Lehr
- Napoleon

Nota: todas las comunidades incorporadas en Dakota del Norte se les llama "ciudades" independientemente de su tamaño